# Mount Dwyer
Mount Dwyer ist ein 1716 m hoher Berg im ostantarktischen Mac-Robertson-Land. In der Athos Range der Prince Charles Mountains ragt er 3 km südöstlich des Mount Dovers auf.
Kartiert wurde er anhand von Luftaufnahmen, die im Rahmen der Australian National Antarctic Research Expeditions entstanden. Das Antarctic Names Committee of Australia (ANCA) benannte den Berg nach Victor J. Dwyer, Funker auf der Mawson-Station im Jahr 1964.